# Neuroradiologie
De neuroradiologie is een specialisatie binnen het vakgebied radiologie. Net als in het moederspecialisme staan beeldvormende technieken centraal in de neuroradiologie. Die technieken worden aangewend om aandoeningen van het centraal zenuwstelsel, het aangezicht, de hals en de wervelkolom aan te tonen. 